# جون ريتشاردسون (مؤلف)
جون ريتشاردسون (بالإنجليزية: John Richardson)‏ (4 أكتوبر 1796، كوينزتون في كندا - 12 مايو 1852، نيويورك في الولايات المتحدة)؛ ضابط، كاتب وروائي بريطاني-كندي.

## روابط خارجية
- جون ريتشاردسون على موقع الموسوعة البريطانية (الإنجليزية)